# Лукаш Мелих
Лукаш Мелих (Јилемњице, 16. септембар 1980) чешки атлетичар, специјалиста за бацање кладива. Члан је Атлетског клуба Дукла из Прага.

## Спортска биографија
Био је чешки првак 2003, 2006, 2010. и 2012. године. Његов најбољи резултат био 79,44 метра постигнут у Ловосицама 2012. пре него што је пребацио преко 80 метара са 80,28 м у Шчећину 15. јуна 2013.
Дана 12. августа 2013. године, освојио је бронзану медаљу на Светском првенству у Москви, иза Пољака Павела Фајдека и Мађара Кристијана Парша.
Лукаш Мелих је висок 1,86 м, а тежак 110 кг. Ожењен је чешком атлетском репрезентативком Јитком Бартоничковом

## Резултати
| Год. | Такмичење                    | Место                | Пласман | Резултат |
| ---- | ---------------------------- | -------------------- | ------- | -------- |
| 1998 | Светско јуниорско првенство  | Анси, Француска      | 10.     | 61,51    |
| 1999 | Европско јуниорско првенство | Рига, Летонија       | 5.      | 64,20 м  |
| 2001 | Европско првенство У-23      | Амстердам, Холандија | 11.     | 66,41    |
| 2003 | Универзијада                 | Тегу, Јужна Кореја   | 4th     | 71,26    |
| 2005 | Светско првенство 2009.      | Хелсинки, Финска     | 11      | 74,53    |
| 2006 | Европско првенство           | Гетеборг, Шведска    | 15.     | 73,77    |
| 2008 | Олимпијске игре 2008.        | Пекинг, Кина         | 29.     | 82,02    |
| 2009 | Светско првенство 2009.      | Берлин, Немачка      | 14.     | 74,47    |
| 2012 | Европско првенство 2012.     | Москва, Русија       | 28.     | 68,92    |
| 2012 | Олимпијске игре 2012.        | Лондон, УК           | 6.      | 79,36    |
| 2013 | Светско првенство 2013.      | Москва, Русија       | 3       | 79,39    |
| 2014 | Европско првенство 2014.     | Цирих, Швајцарска    | 13.     | 79,39    |

### Лични рекорд
| Дисциплина     | Такмичење | Место  | Датум         |
| -------------- | --------- | ------ | ------------- |
| Бацање кладива | 80,28 м   | Шчећин | 15. јун 2013. |